# Berberski jezici
Berberski jezici, jedna od 6 porodica afrazijskih (semitsko-hamitskih) jezika koja obuhvaća (25 jezika) unutar 5 skupina (s guančijem), odnosno 26 jezika,. Berberski jezici govore nomadska berberska plemena u sjevernim pustinjskim predjelima Afrike. Nekada se njima klasificirao i jezik naroda Guanči. Skupine i jezici su:
A) istočnoberberski jezici (3) Libija, Egipat: 
a1. awjila-sokna (2) Libija: awjilah, sawknah.
a2. Siwa (1) Egipat: siwi.
B) guanči (1), Kanarski otoci, Španjolska: guanči (gunche) †
C) sjevernoberberski jezici (17) Libija, Alžir, Tunis i Maroko:    
c1. Atlaski jezici (3): judeoberberski, centralnoatlaski tamazight, tachelhit.
c2. Kabilski/Kabyle (1) Alžir: kabyle.
c3. Zenati (12):
a. Istočnozenatski jezici (3) Libija, Tunis: ghadamès, nafusi, sened,
b. Ghomara jezici (1) Maroko: ghomara.
c. Mzab-Wargla jezici (4) Alžir: tagargrent, tougourt, taznatit, tumzabt.
d. Rifski jezici (2) Maroko: senhaja de srair, tarifit.
e. Shawiya jezici (1) Alžir: tachawit.
f. Tidikelt jezici (1) Alžir: tidikelt tamazight.
. Chenoua, (Alžir)
D) tamasheq jezici (4), Alžir, Niger, Mali: 
d1. Sjeverni (1) Alžir: tahaggart tamahaq,
d2. Južni (3) Mali, Niger: tamasheq, tayart tamajeq, tewellemet.
E) Zenaga jezici (1), Mauritanija: zenaga

## Venjske poveznixce
- The Berber Subgroup